# Fernando Serrano Uribe
Manuel Fernando Serrano Uribe (Matanza, 26 de mayo de 1779 - Ciudad Guayana, 15 de febrero de 1819) fue un militar, abogado y político colombiano, gobernador de la provincia de Pamplona, escribió su Constitución en 1815 y fue Presidente de las Provincias Unidas de Nueva Granada en 1816, antes de su disolución y la reconquista española.

## Biografía
Hijo de Pedro Javier Serrano y Durán y doña Antonia Uribe y Mantilla, nació en el seno de una familia distinguida de Girón en Santander, radicada posteriormente en Piedecuesta. Su partida de bautismo reseña su nacimiento en la población de Cácota de Matanza. Estudió derecho en la Universidad del Rosario de Bogotá y regresó a Girón para administrar los negocios familiares, en donde conoció a Rosa Calderón Estrada, hija de una prestante familia santandereana con quien contrajo matrimonio.
A la disolución de la Junta Suprema de Gobierno ingresó como comandante a las tropas del ejército republicano y combatió por la causa libertadora en el sitio de Mensulí (actualmente en Floridablanca).
Posteriormente Serrano fue nombrado gobernador de la Provincia de Pamplona, cargo en el cual organizó la administración y presentó el proyecto constitucional para la provincia, aprobado el 17 de mayo de 1815 por el cuerpo legislativo.
En noviembre de 1815, el ejército realista tomó Cácota de Matanza en la acción de Chitagá, por lo cual Serrano tuvo que establecerse en Piedecuesta y en febrero de 1816 cayó derrotado en la batalla de Cachirí, tras lo cual debió vender sus bienes y partir al Casanare dejando a su familia, para reunirse con los patriotas en donde fue designado Presidente de la República por la junta. También fueron nombrados Francisco Javier Yañes como ministro secretario, a los Generales Urdaneta y Serviez como Consejeros de Estado y al coronel Francisco de Paula Santander como jefe del ejército. No obstante, en septiembre José Antonio Páez asumió el mando y depuso a Serrano.
Su esposa Rosa y sus cuatro hijos debieron marcharse a Bogotá en donde Rosa fue descubierta y fue tomada presa por los realistas. Allí permaneció hasta la independencia de Colombia en 1819.
Fue herido en combate y continuó sirviendo en el ejército después de la victoria de Simón Bolívar sobre los españoles. Fue designado para participar en el Congreso de Angostura, pero cuando era conducido a la actual Ciudad Bolívar tuvo que detenerse en Ciudad Guayana en donde falleció cuando solo tenía 39 años.